# Фердінанд (Індіана)
Фердінанд (англ. Ferdinand) — місто (англ. town) в США, в окрузі Дюбойс штату Індіана. Населення — 2157 осіб (2010).

## Географія
Фердінанд розташований за координатами 38°13′35″ пн. ш. 86°51′46″ зх. д. / 38.22639° пн. ш. 86.86278° зх. д. (38.226386, -86.862808).  За даними Бюро перепису населення США в 2010 році місто мало площу 5,98 км², з яких 5,88 км² — суходіл та 0,10 км² — водойми.

## Демографія
Згідно з переписом 2010 року, у місті мешкало 2157 осіб у 823 домогосподарствах у складі 566 родин. Густота населення становила 361 особа/км².  Було 866 помешкань (145/км²).
Расовий склад населення:
| - 98,2 % — білих - 0,2 % — азіатів - 0,1 % — чорних або афроамериканців |

До двох чи більше рас належало 1,0 %. Частка іспаномовних становила 1,6 % від усіх жителів.
За віковим діапазоном населення розподілялося таким чином: 21,0 % — особи молодші 18 років, 53,8 % — особи у віці 18—64 років, 25,2 % — особи у віці 65 років та старші. Медіана віку мешканця становила 45,1 року. На 100 осіб жіночої статі у місті припадало 80,1 чоловіків;  на 100 жінок у віці від 18 років та старших — 76,9 чоловіків також старших 18 років.
Середній дохід на одне домашнє господарство  становив 60 592 долари США (медіана — 55 263), а середній дохід на одну сім'ю — 75 581 долар (медіана — 68 365). Медіана доходів становила 44 441 долар для чоловіків та 35 658 доларів для жінок. За межею бідності перебувало 7,0 % осіб, у тому числі 3,7 % дітей у віці до 18 років та 16,0 % осіб у віці 65 років та старших.
Цивільне працевлаштоване населення становило 1002 особи. Основні галузі зайнятості: виробництво — 38,3 %, освіта, охорона здоров'я та соціальна допомога — 14,2 %, роздрібна торгівля — 9,6 %, мистецтво, розваги та відпочинок — 8,0 %.